# Goalpara
Goalpara är en stad i den indiska delstaten Assam, och är huvudort för ett distrikt med samma namn. Staden ligger vid Brahmaputra, och folkmängden uppgår till strax över 50 000 invånare.

## Klimat
Goalpara har milda vintrar och heta somrar, i juli och augusti stiger temperaturen upp till 33 grader medan den i januari kan sjunka till 7 grader. Regn förekommer under april och maj som en följd av nordöstliga vindar, i juni börjar de kraftiga monsunregnen som förekommer fram till september.